# Ying ji-1
Ying Ji-1 (YJ-1, 鹰击, âm Hán Việt: Ưng Kích) là phiên bản thử nghiệm đầu tiên mà sau này được chế tạo hàng loạt dưới tên gọi Ying Ji-2 (YJ-2), theo phân lớp của Phương Tây là kiểu CSS-N-8 Saccade là loại tên lửa đối hạm đa năng tầm ngắn, có thể phóng từ mặt đất, từ tàu nổi, từ tàu ngầm và từ máy bay. Các loại tên lửa đối hạm YJ-2, YJ-21, YJ-22 và các phiên bản tiếp theo đều thuộc họ Ying ji-1.

## Lịch sử chế tạo
Do Viện Nghiên cúu Hàng không vũ trụ số 1 Trung Quốc thiết kế, chế tạo dựa trên công nghệ tên lửa BQM-34 Firebee của Mỹ với cấu tạo hình dạng bên ngoài của loại tên lửa đối hạm MM-38 EXOCET của Pháp (trong chiến tranh Malvinas năm 1982, loại tên lửa Exocat MM-38 của Pháp do Argentina sử dụng đã đánh chìm một khinh hạm mang tên lửa của Hải quân Hoàng Gia Anh. Phóng thử thành công lần đầu tiên năm 1990 với tên gọi Ying ji-1. Tiếp tục cải tiến hiệu chỉnh và đưa vào trang bị lần đầu năm 1996 với tên gọi Ying ji-2.
Năm 1994, Trung Quốc phát triển phiên bản tiếp theo của YJ-21 với sự gia tăng tầm bắn và cải tiến thiết bị điều khiển bằng hệ thống định vị vệ tinh toàn cầu (GMS), có khả năng tấn công cả các mục têu trên mặt đất. Năm 1997, Trung Quốc tiếp tục phát triển phiên bản YJ-22 với tầm bắn được tăng lên gấp 3,5 lần so với phiên bản đầu. Các loại YJ-21 và YJ-22 đã được xuất khẩu cho Iraq và Pakistan.

## Một số đặc điểm, tính năng kỹ thuật quân sự

### Tầng đẩy
- Loại trang bị trên máy bay: 01 động cơ đẩy dùng nhiên liệu rắn.
- Loại trang bị trên tàu ngầm, tàu nổi và mặt đất: 02 động cơ đẩy trong đó tầng đẩy sơ bộ dùng tua bin phản lực, tầng đẩy chính dùng nhiên liệu rắn.

### Hình thể
- Hình trụ tròn, đầu vát nhọn, có 4 cánh lái hình tam giác ở giữa thân và 4 cánh cân bằng hình thang vuông ở đuôi.
- Dài: 6,39 m
- Đường kính (không kể cánh): 36 cm.
- Trọng lượng toàn bộ: 715 kg.

### Tầm tác xạ tối đa
- YJ-2: 120 km
- YJ-21: 180 km
- YJ-22: 400 km

### Phương thức tác xạ, điều khiển
1. Quá trình bay
- Từ tàu ngầm, tàu nổi, mặt đất: Khởi động từ ống phóng bằng động cơ tua bin phản lực, khi lên khỏi mặt nước hoặc cách mặt đất, mặt tàu nổi 10 m thì khởi động tầng đẩy chính.
- Từ máy bay: Sau khi cắt rời khỏ giá phóng, tên lửa tự khởi động trực tiếp tầng đẩy chính dùng nhiên liệu rắn.
2. Tính năng khởi động tầng chính
Có thể đạt tốc độ 0,83 Max (khoảng 1000 km/giờ khi rời bệ phóng từ 20 đến 30 m
3. Điều khiển bay và tiếp cận mục tiêu
- YJ-2: Điều khiển bằng rada hoặc tự tìm mục tiêu bằng hệ thống hình ảnh.
- YJ-21 và YJ-22: Điều khiển bằng hệ thống định vị quán tính kết hợp với hệ thống định vị toàn cầu qua vệ tinh (GPS), tiếp cận mục tiêu bằng hệ thống GPS

### Hệ thống phóng
- Trên tàu ngầm, tàu nổi: Phóng từ các ống phóng lắp trên tàu ngầm hạt nhân đa chức năng K-091/Han (lớp Hán), tàu ngầm diezel- điện K-039/Song (lớp Tống), tàu khu trục K-051/Luda (lớp Liêu Đại), tàu khu trục K-052/Luhu (lớp Liêu Hữu), khinh hạm K-053HT/Jianghu (lớp Giang Kiều 3 và 4), khinh hạm K-053H2G/Jianwei (lớp Giang Vĩ 1 và 2).
- Trên máy bay: Thả và khởi động phóng từ giá treo vũ khí trên các loại máy bay:
+ Máy bay chiến đấu: SU-27, SU-3MK, Q-5, JH-7, J-8, J-10, J-11.
+ Máy bay trực thăng: CHAIC Z-8
- Trên mặt đất: Khởi động phóng từ hộp phóng đặt trên xe chuyên dụng Transporter-Erector-Leaucher (TEL) (tương tự như loại Patriot của Mỹ). Mỗi xe có hộp phóng chứa được 3 quả.

## Tranh cãi về thể loại vũ khí
Với việc đẩy xa tầm bắn tới 400 km (bằng các loại tên lửa tấn công chiến lược tầm ngắn), giới quân sự Phương Tây đã xếp loại YJ-22 vào hạng tên lửa chiến lược tầm ngắn, khác với hai loại YJ-2 và YJ-21 vẫn được xếp loại tên lửa chiến trường.